# 韩庄站
韩庄站是一个京沪线上的铁路车站，位于山东省济宁市微山县韩庄镇，建于1910年，目前为四等站，邮政编码为277602。目前客运：办理旅客乘降；行李、包裹托运；货运：办理整车货物发到；危险货物仅办理农药、化肥发到。该站南侧为济南铁路局与上海铁路局的局界。